# 沃纳·巴彻勒
沃纳·巴彻勒（英語：Warner Batchelor，1934年10月15日—2016年2月11日），澳大利亚男子拳击运动员。他曾代表澳大利亚参加1954年大英帝国和英联邦运动会拳击比赛，获得一枚铜牌。他也曾参加1956年夏季奥运会。